# بیلنتسه
بیلنتسه (به چکی: Bílence) یک منطقهٔ مسکونی در جمهوری چک است که در ناحیه خوموتوو واقع شده‌است. بیلنتسه ۱۲٫۷۱ کیلومتر مربع مساحت و ۲۲۵ نفر جمعیت دارد و ۲۶۲ متر بالاتر از سطح دریا واقع شده‌است.